# Jaroslav Vávra (fotbalista)
Jaroslav Vávra (24. prosince 1940 Úpice - 20. června 2009) byl český fotbalový brankář.

## Fotbalová kariéra
Při svém trenérském působení v Úpici si jej vyhlédl Karel Kolský. Po krátkém působení v Hradci Králové, kde se neprosadil přes tandem Jindra - Paulus podepsal přestup do Jablonce. V československé lize chytal za LIAZ Jablonec, nastoupil ve 3 ligových utkáních.

## Ligová bilance
| Ročník                                     | Zápasy | Góly | Klub          |
| ------------------------------------------ | ------ | ---- | ------------- |
| 2. československá fotbalová liga 1959/1960 | -      | 0    | Jiskra Úpice  |
| 1. československá fotbalová liga 1974/1975 | 3      | 0    | LIAZ Jablonec |
| CELKEM 1. československá fotbalová liga    | 3      | 0    |               |